# Castletown, Laois
Castletown (iriska: Baile an Chaisleáin) är en ort i republiken Irland.   Den ligger i grevskapet Laois och provinsen Leinster, i den centrala delen av landet, 90 km väster om huvudstaden Dublin. Castletown ligger 104 meter över havet och antalet invånare är 418.
Terrängen runt Castletown är huvudsakligen platt, men norrut är den kuperad.Runt Castletown är det glesbefolkat, med 18 invånare per kvadratkilometer. Närmaste större samhälle är Portlaoise, 14,4 km nordost om Castletown. Trakten runt Castletown består i huvudsak av gräsmarker.